# جائزة الأرجنتين الكبرى 1978
جائزة الأرجنتين الكبرى 1978 هو سباق فورمولا 1 أقيم بتاريخ 15 يناير 1978 في بوينس آيرس. كان الأول من أصل 16 في بطولة العالم لسباقات الفورمولا واحد موسم 1978. حلّ الأمريكي ماريو أندريتي أولا بينما جاء النمساوي نيكي لاودا في المركز الثاني وحصل على المركز الثالث الفرنسي باتريك ديبايلير.